# Ante Moškov
Ante Moškov (ur. 7 lipca 1911 w Špiljari, zm. prawdopodobnie w 1947 lub 1948 w Zagrzebiu) – działacz ruchu ustaszy, chorwacki wojskowy (generał), dowódca Batalionu, Brygady, Dywizji, a następnie Korpusu Przybocznego Poglavnika w okresie istnienia Niepodległego Państwa Chorwackiego (NDH) podczas II wojny światowej.

## Życiorys
Ukończył średnią szkołę nauczycielską w Kotorze. Następnie podjął studia psychologiczne na uniwersytecie w Zagrzebiu. Związał się wówczas z nielegalnym ruchem ustaszy. Przed zakończeniem studiów wyemigrował w 1933 r. do Włoch, gdzie zamieszkał w obozie ustaszy w Borgo Val di Taro. Kolejne lata spędził w różnych obozach, przechodząc w nich przeszkolenie wojskowe. Po agresji wojsk Osi na Królestwo Jugosławii i ustanowieniu Niepodległego Państwa Chorwackiego 10 kwietnia 1941 r., rozpoczął karierę wojskową w ramach Sił Zbrojnych Ustaszy. Początkowo został dowódcą 4 kompanii ustaszy, batalionów rekruckich ustaszy, a następnie Batalionu Przybocznego Poglavnika (Poglavnikova tjelesna bojna), który 10 maja 1942 r. został rozbudowany do wielkości brygady, a 1 czerwca 1943 r. – 2-pułkowej dywizji. Była to elitarna jednostka Sił Zbrojnych Ustaszy, prowadząca ciężkie walki z serbskimi czetnikami i komunistycznymi partyzantami Josipa Broz Tity. W międzyczasie towarzyszył w czerwcu 1941 r. poglavnikowi Ante Paveliciowi, przywódcy NDH, podczas jego wizyty w Bergdorf u Adolfa Hitlera. W styczniu 1945 r. Ante Moškov w stopniu pułkownika ustaszy i generała Chorwackich Sił Zbrojnych stanął na czele Korpusu Przybocznego Poglavnika. W pierwszych dniach maja eskortował wraz z kilkudziesięcioma ustaszami A. Pavelicia i Vladko Mačka podczas ich ucieczki z Zagrzebia na Zachód. Po krótkim pobycie we Włoszech powrócił poprzez Węgry do Chorwacji, organizując antykomunistyczną partyzantkę. Rozczarowany niepowodzeniami przedostał się z powrotem do Włoch, gdzie w 1946 r. w Wenecji aresztowali go agenci brytyjskiego wywiadu wojskowego. Został przekazany jugosłowiańskim władzom komunistycznym, które postawiły go przed sądem i skazały na karę śmierci, wykonaną w 1947 lub 1948 r. w Zagrzebiu.